# Ankarudden

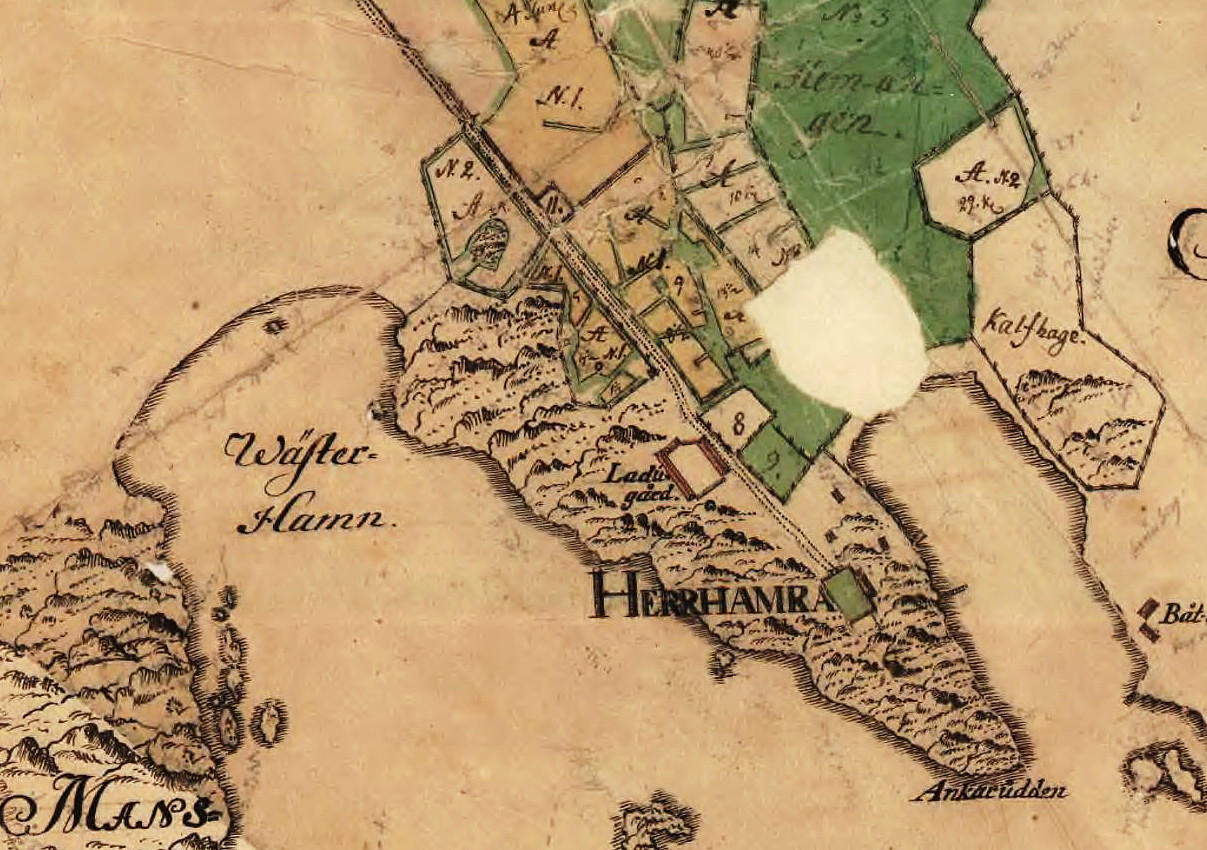
Ankarudden på en karta från 1745.

Ankarudden är en udde och ett samhälle i sydligaste delen av Torö i Nynäshamns kommun. Ankarudden var fram till 1719 platsen för Herrhamra säteri. På Ankarudden finns Herrhamra kvarn samt Herrhamra brygga, härifrån går båtar till och från Landsort.

## Historik

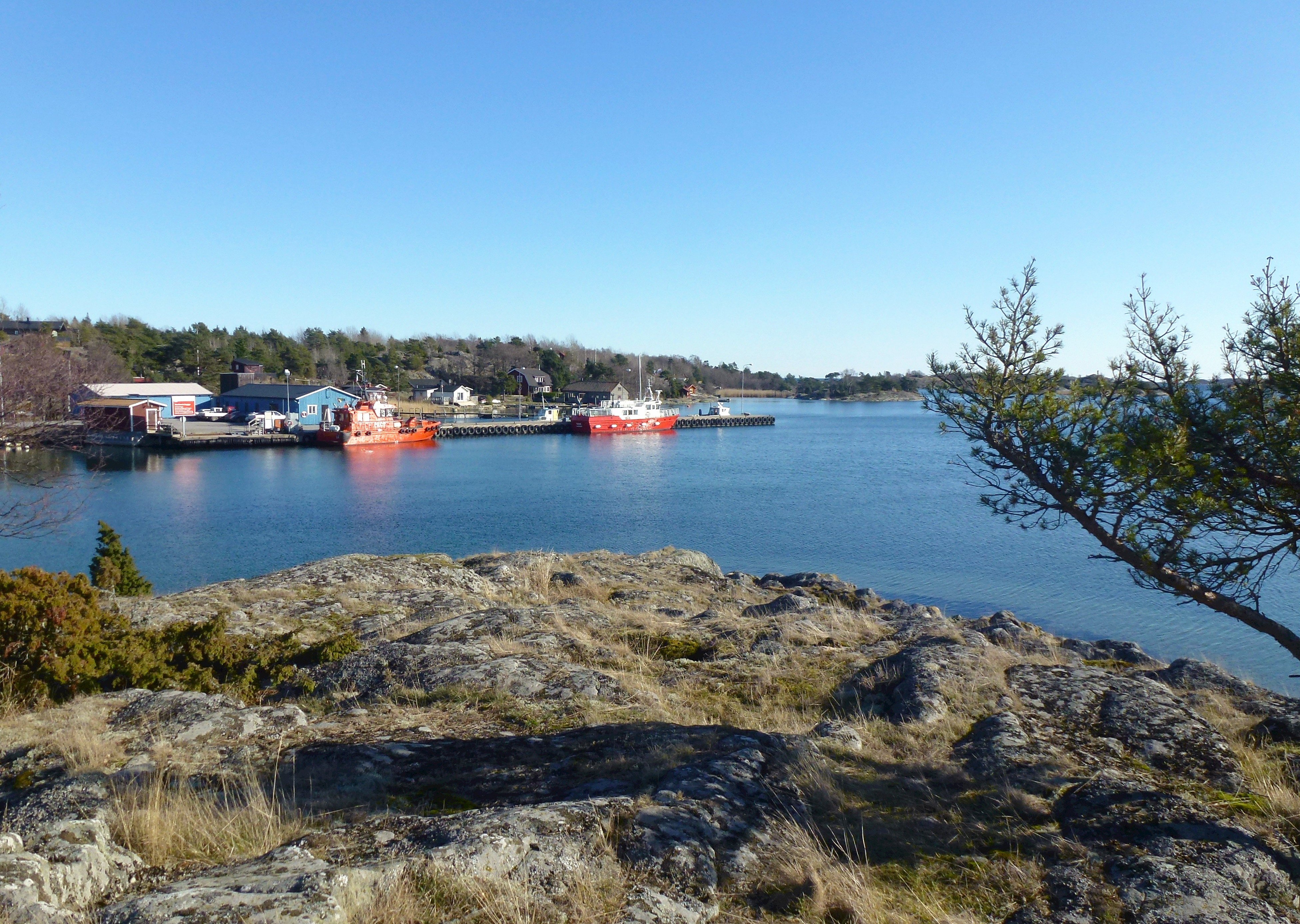
Herrhamra brygga, vy från Ankarudden.

Den ursprungliga herrgården Herrhamra var belägen på Ankarudden. Gården brändes ner i samband med  Rysshärjningarna 1719. Gårdsläget flyttades därefter till sin nuvarande plats lite längre in mot norr på Torö. Efter den ursprungliga huvudbyggnaden återstår en övervuxen husgrund på 18x10 meter. På själva udden står även gårdens väderkvarn,  Herrhamra kvarn, från 1860-talet. Det rör sig om en åttkantig, timrad holländare som numera saknar sina vingar. Nordväst om kvarnbyggnaden ligger kvarnstugan som tidigare var bostad för mjölnaren. Kvarnen är den enda bevarade väderkvarnen i Nynäshamns kommun.
Sydost om Ankarudden, över viken ligger ortens bebyggelse och Herrhamra brygga med gästhamn för fritidsbåtar. Hamnen vid Herrhamra / Ankarudden har genom tiderna haft stor betydelse för sjöfarare. Den skyddade hamnen nyttjades förr ofta som ankringsplats (därav namnet Ankarudden) vid dåligt väder för kronans skepp och andra segelfartyg. Herrhamra hamn omnämns redan på 1200-talet i en seglingsbeskrivning som återfinns i Kung Valdemars jordebok. Den närliggande Herrhamra lotskyrkogård har troligen från början använts för sjöfarare.
Numera går buss 852 från Nynäshamn till Herrhamra brygga och härifrån avgår Waxholmsbolagets båtar till Landsort på ön Öja. Resan tar cirka 30 minuter. Bussarnas tidtabell är anpassad till båtens tider. I hamnen har även en av lotsbåtarna (”Pilot”) sin liggplats.

## Bilder

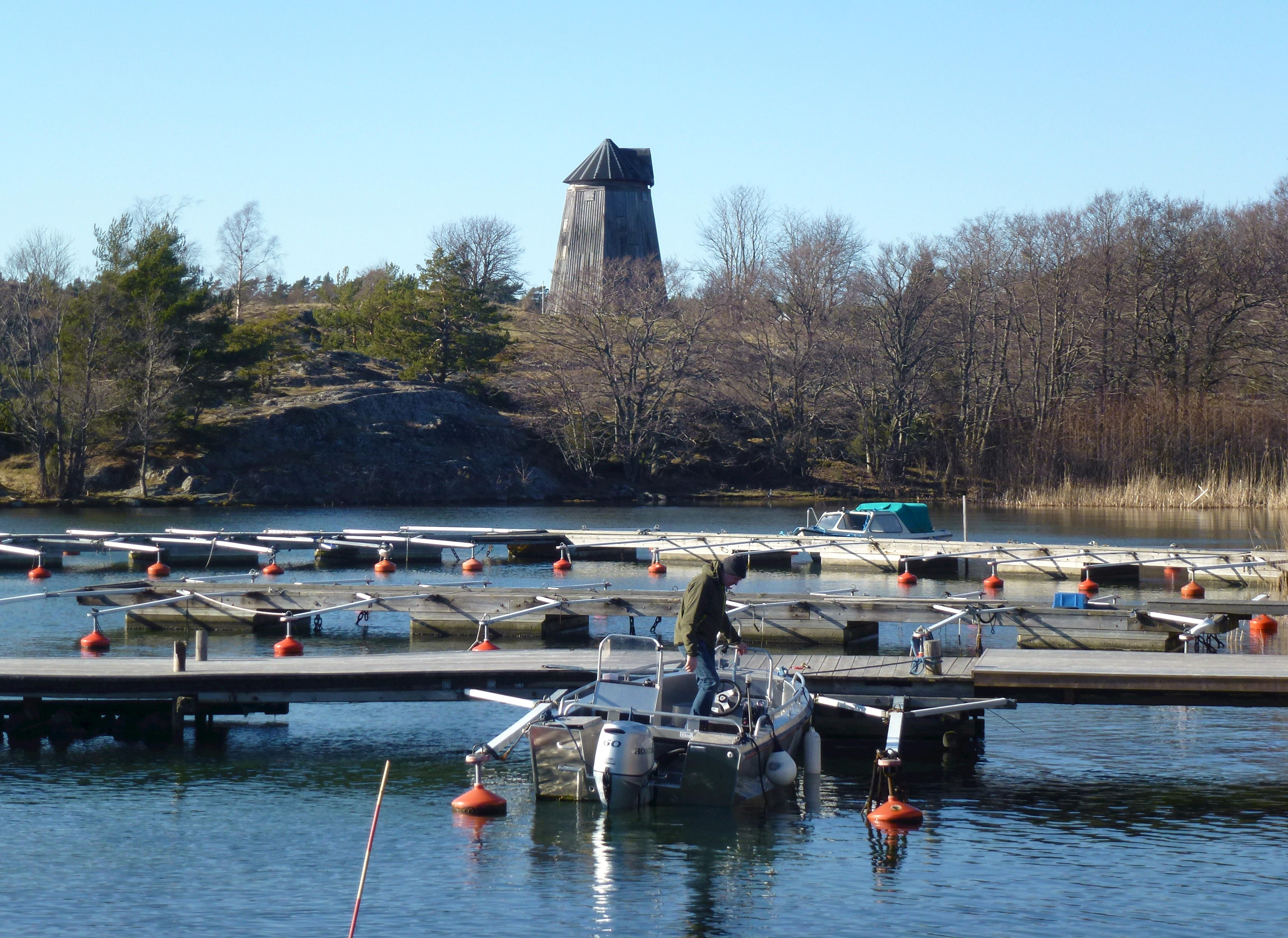
Gästhamnen på våren
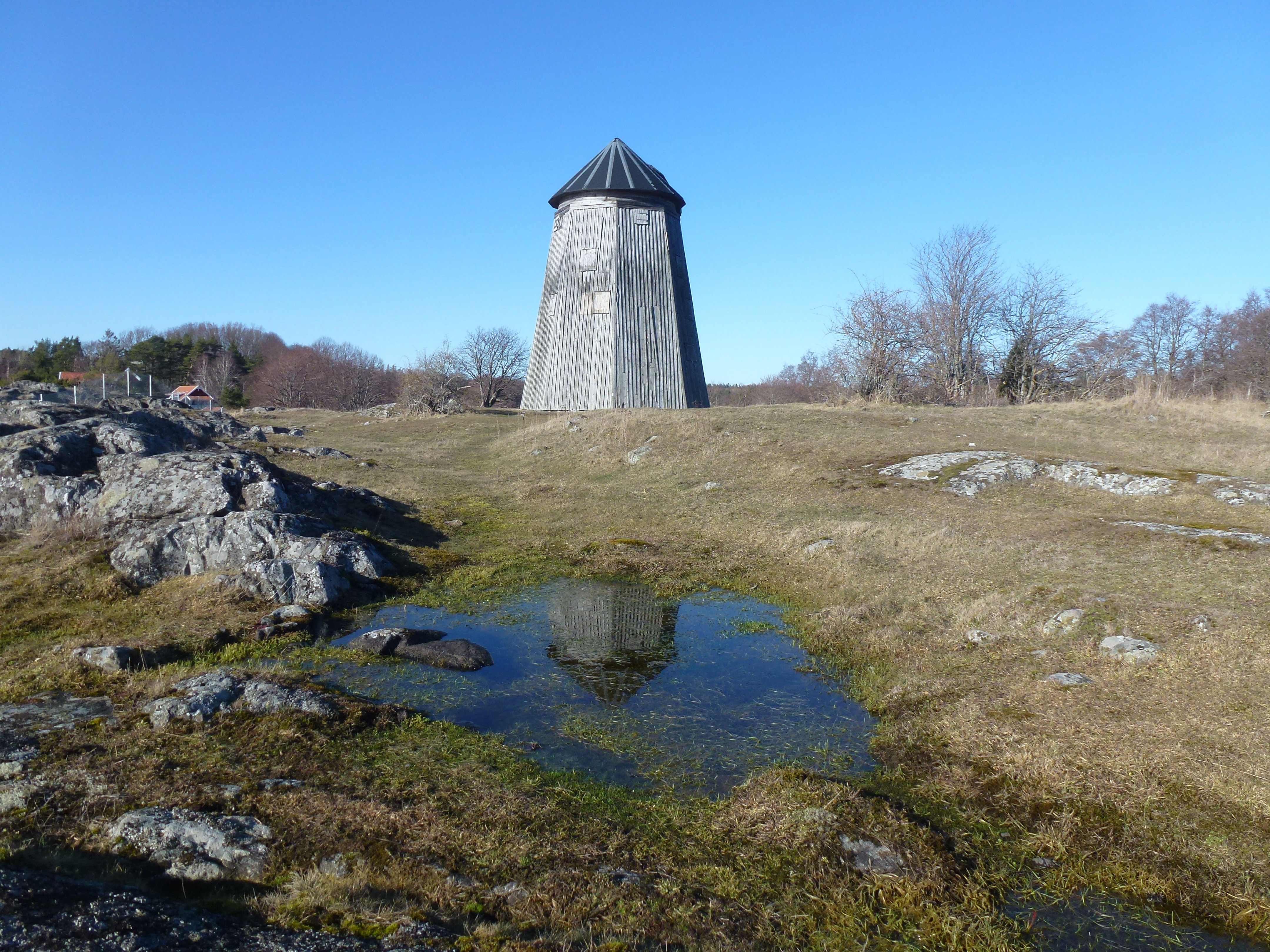
Herrhamra kvarn
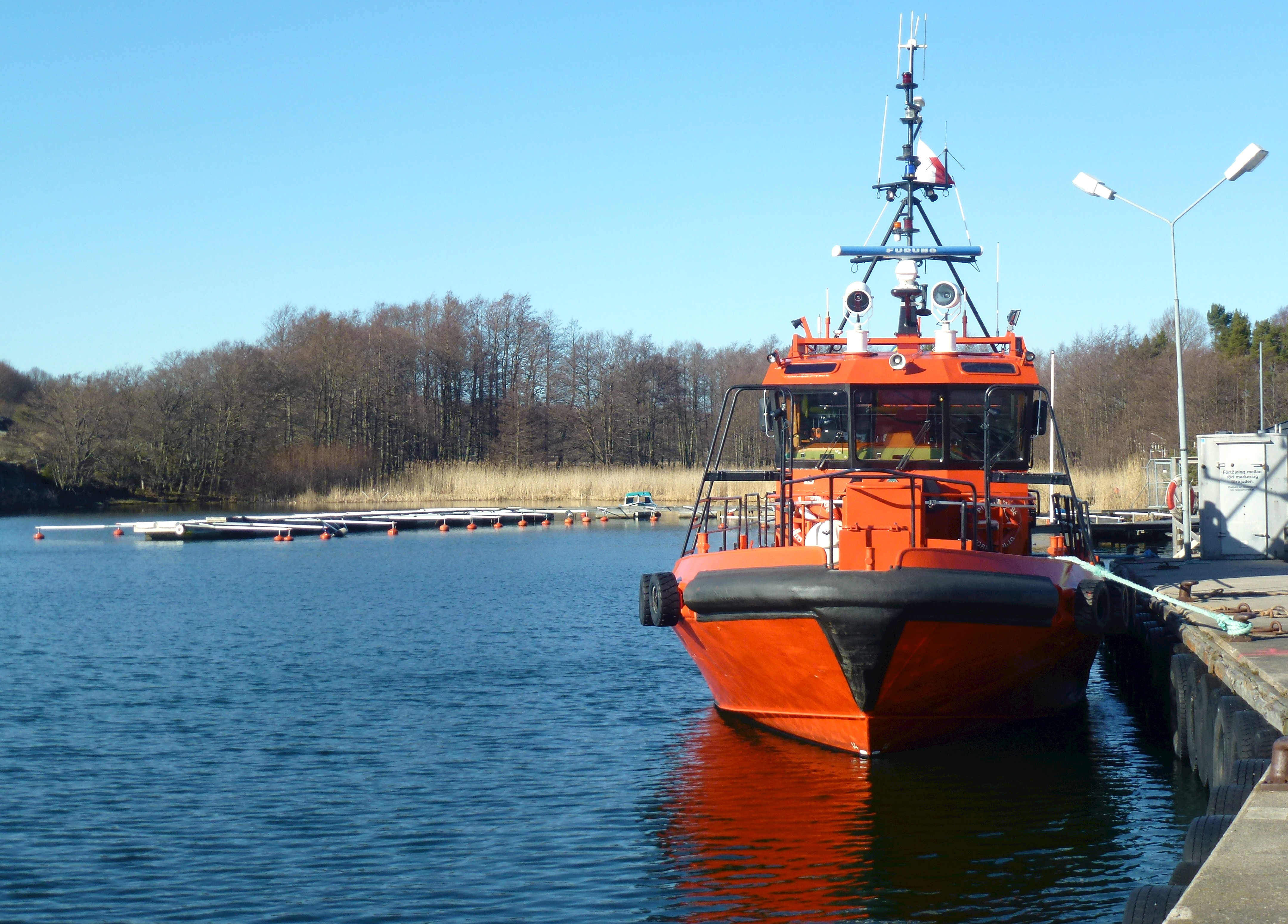
"Pilot" vid Herrhamra brygga
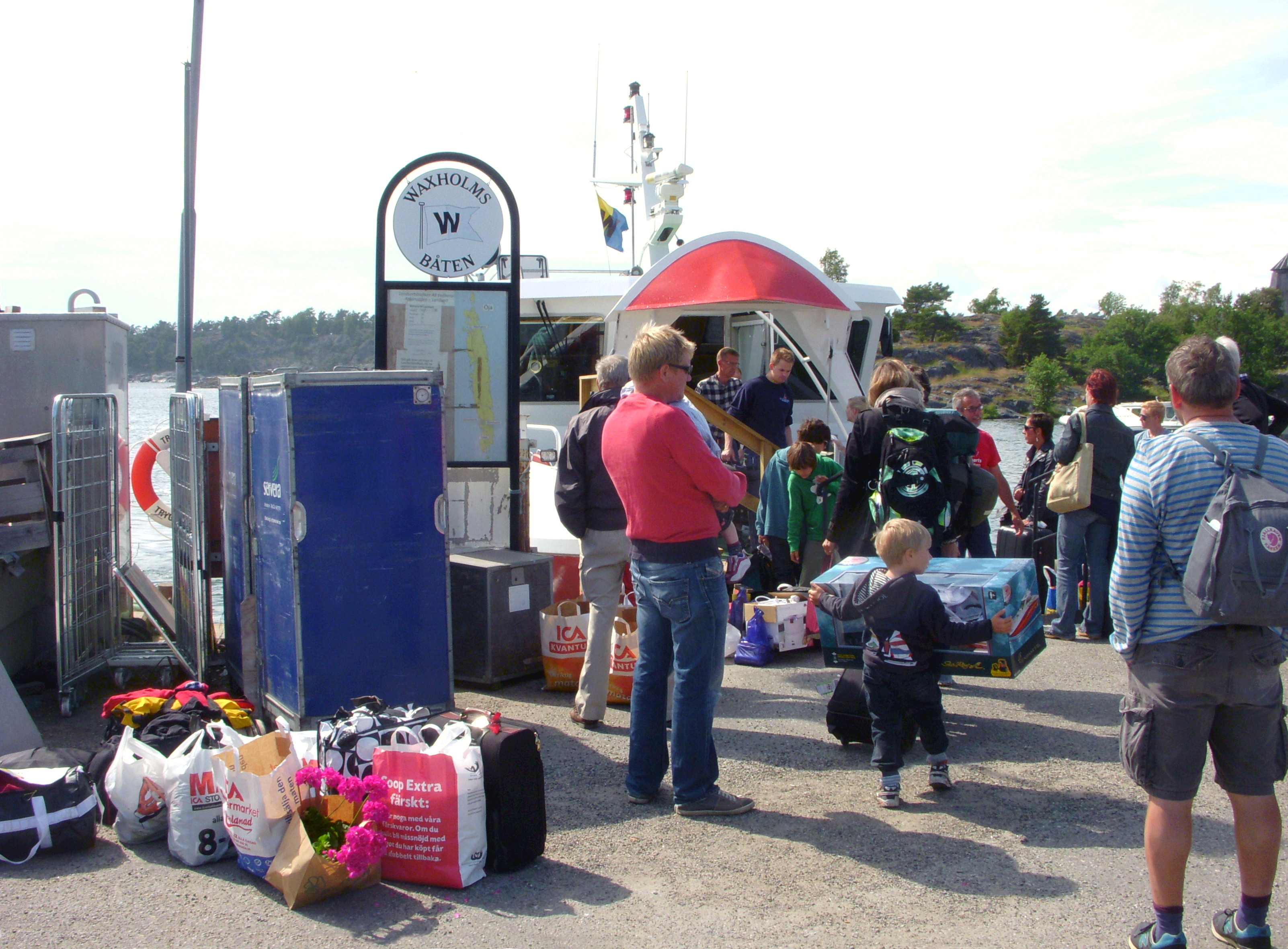
Sommartrafik på Herrhamra brygga